# Y34RZ3R0R3M1X3D
Y34RZ3R0R3M1X3D („Year Zero Remixed“ in Leetspeak) ist ein Remixalbum von Nine Inch Nails. Es erschien im November 2007, etwa ein halbes Jahr nach der Veröffentlichung von Year Zero.
Mit dem Album lief der Vertrag zwischen Nine Inch Nails und Interscope Records aus, nachdem es bereits im Vorfeld zu Streitigkeiten gekommen war. Spätere Alben von Nine Inch Nails erschienen beim neu gegründeten Label The Null Cooperation. Der CD-Version des Albums ist eine DVD mit den Aufnahmespuren im WAVE-Format sowie einer Demoversion von Ableton Live zum Selbstremixen beigelegt. Die 3fach-Vinyl-Version enthält drei Lieder mehr als die CD-Version.

## Rezeption
Bei Plattentests.de und laut.de erhält das Album mit acht von zehn beziehungsweise vier von fünf Punkten eine recht gute Bewertung. Etwas schlechter kommt das Album bei Pitchfork Media weg, wo es 5,8 von 10 Punkten bekam. Die Denver Post bezeichnete es als „vermutlich bestes Remixalbum in Reznors Karriere“.

## Titelliste

### CD/DVD-Version
1. Gunshots by Computer – Saul Williams – 1:43
2. The Great Destroyer – Modwheelmood – 4:19
3. My Violent Heart – Pirate Robot Midget – 2:34
4. The Beginning of the End (J-Type Overdrive Mix) – Ladytron – 4:20
5. Survivalism – Saul Williams – 4:19
6. Capital G – Epworth Phones – 7:26
7. Vessel – Bill Laswell – 6:10
8. The Warning – Stefan Goodchild featuring Doudou N’Diaye Rose – 3:43
9. Meet Your Master – The Faint – 3:35
10. God Given – Stephen Morris & Gillian Gilbert – 4:27
11. Me, I’m Not – Olof Dreijer – 14:00
12. Another Version of the Truth – Kronos Quartet & Enrique Gonzalez Müller – 4:25
13. In This Twilight – Fennesz – 4:37
14. Zero-Sum – Stephen Morris & Gillian Gilbert – 5:38

### Vinyl-Version
Seite 1
1. Gunshots by Computer – Saul Williams – 1:43
2. The Great Destroyer – Modwheelmood – 4:19
3. My Violent Heart – Pirate Robot Midget – 2:34
4. The Beginning of the End (J-Type Overdrive Mix) – Ladytron – 4:20
5. Capital G – Epworth Phones – 7:26

Seite 2
1. The Warning – Stefan Goodchild featuring Doudou N'Diaye Rose – 3:43
2. Meet Your Master – The Faint – 3:35
3. God Given – Stephen Morris & Gillian Gilbert – 4:27
4. Vessel (Mix 1) – Bill Laswell – 6:10

Seite 3
1. Capital G – Switch – 5:00
2. Me, I’m Not – Olof Dreijer – 14:00

Seite 4
1. The Good Soldier – Sam Fog – 8:05
2. Vessel (Mix 2) – Bill Laswell – 12:58

Seite 5
1. Capital G – Ladytron
2. Another Version of the Truth – Kronos Quartet & Enrique Gonzalez Müller – 4:25
3. In This Twilight – Fennesz – 4:37
4. Zero-Sum – Stephen Morris & Gillian Gilbert – 5:38